# ISS Pro Evolution 2
ISS Pro Evolution 2 (World Soccer: Jikkyō Winning Eleven 2000 - U23 Medal Heno Chōsen au Japon) est un jeu vidéo de football développé par KCET et édité par Konami en 2000 sur PlayStation.

## Accueil
- Jeuxvideo.com : 17/20[1]